# Andentinamu

Verbreitungsgebiet des Andentinamus

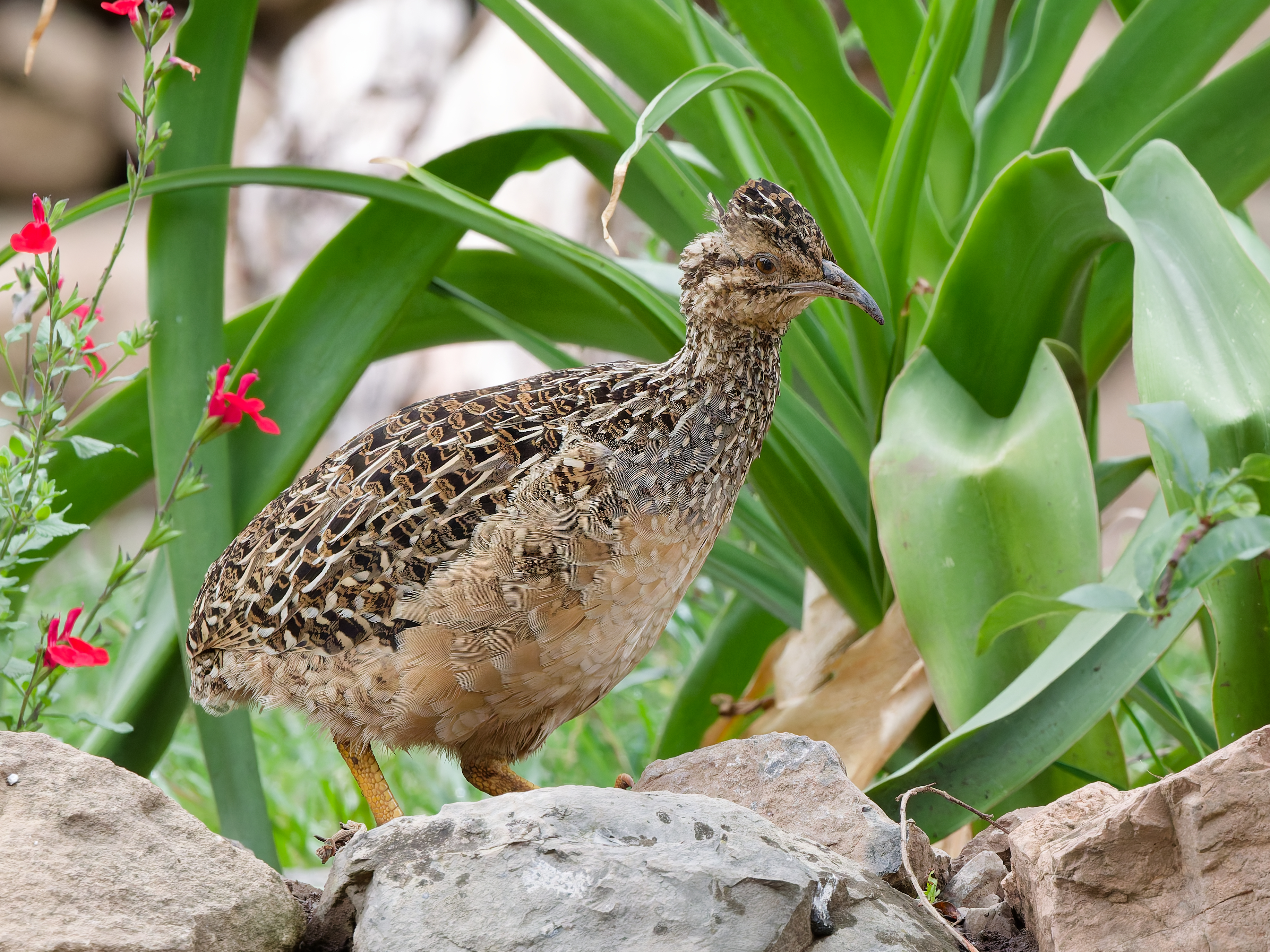
Andentinamu in Peru

Der Andentinamu (Nothoprocta pentlandii), auch Andensteißhuhn, ist eine Vogelart aus der Familie der Steißhühner (Tinamidae).
Der Vogel kommt vom Süden Ecuadors bis Chile und Argentinien vor.
Der Lebensraum umfasst Bergregionen mit Gebüsch und Gras, auch Ränder von Polylepis-Wald von 1500 bis 4000 m; aber im Westen Perus gibt es eine Population im Tiefland von 200–900 m.
Der Artzusatz bezieht sich auf Joseph Barclay Pentland.

## Merkmale
Der Vogel ist 25–30 cm groß und wiegt etwa 280 g. Er ist mittelgroß mit leicht gekrümmtem Schnabel und kleinem Kamm. Die Oberseite ist gestrichelt, die Brust weiß gefleckt, oft auch grau. Die Geschlechter unterscheiden sich nicht. Die Schopffedern sind braun mit schwarze Mitte, der Kamm erscheint oft gefleckt oder gebändert. Die Kopfseiten sind gräulich, etwas weiß oder gelbbraun gesprenkelt mit einem grauen Streifen hinter dem Auge. Die Oberseite ist überwiegend grau-braun bis oliv-braun, eng weiß oder gelbbraun gestrichelt, die Federn mittig schwarz. Die Handschwingen sind dunkelbraun mit weißen oder hellen Außenfahnen. Die Kehle ist weiß, matt gelbbraun oder grau gefleckt, die Brust bläulich-grau oder gräulich mit etwas Braun überhaucht und weiß oder gelbbraun gefleckt. Die Unterseite ist cremeweiß, blass gelblich oder ockerfarben, an den Flanken dunkler, dort manchmal dunkel gebändert. Die Iris ist braun, der Schnabel an der Oberseite graubraun, am Unterschnabel etwas kastanienfarben. Die Füße sind hell gelblich.
Jungvögel haben helle Flecken auf der Brust, dazwischen dunkle Bänderung.
Die Art kann vom größeren, ansonsten ähnlichen Pisaccatinamu (Nothoprocta ornata) durch die Flecken auf Brust und Kopfseite unterschieden werden.
Der Cordobatinamu (Nothoprocta cinerascens) lebt im Tiefland, ist wesentlich größer, an der Oberseite blasser mit deutlicherer Bänderung der Flanken und hat dunkel graue oder bräunliche Füße. Der Krummschnabeltinamu ( Nothoprocta curvirostris) kann im gleichen Gebiet vorkommen, ist etwas größer, schwärzer oben, gelbbrauner und auf der Brust stärker gezeichnet. Der Taczanowskitinamu ( Nothoprocta taczanowskii) ist erheblich größer und überwiegend grau, hat auch einen längeren, stärker gebogenen Schnabel.
Der Brauentinamu (Crypturellus transfasciatus) ist größer, hat rote Füße, einen auffallenden hellen Überaugenstreif und oben gebändert, nicht gestreift. Der Streifenhalstinamu (Rhynchotus maculicollis), auch Huaycosteißhuhn, ist erheblich größer mit einfarbig rotbraunem Nacken und rotbraunen Handschwingen.

## Geografische Variation
Es werden folgende Unterarten anerkannt:
- N. p. ambigua Cory, 1915, – Südecuador bis Nordwestperu, etwas blasser gefärbt, Federspitzen grau bis ockerfarben, weniger rötlich-braun, Kopfseiten, Kehle und Unterseite oft wesentlich weißer
- N. p. niethammeri Koepcke, 1968, – West- und Zentralperu küstennah, kleiner, Oberseite dunkler, Brust dunkel grau und Flanken hell grau gebändert
- N. p. oustaleti Berlepsch & Stolzmann, 1901, – Zentral- und Südperu, Stirnfeder haben braune, nicht graue Ränder, Überaugenstreif gelbbraun, nicht grau, Rückenfedern mit grauen, nicht braunen Rändern, deutlichere und breitere Längsstreifen auf dem Rücken, Kehle gelbbraun, nicht hellgrau, Brust weniger grau mit größeren Flecken
- N. p. fulvescens Berlepsch, 1902, – Südosten Perus, wie N. p. oustaleti, aber Unterseite etwas dunkler, gleichmäßiger ockerfarben, Rückenfedern mit rötlich-braunen Spitzen, Oberbrust mehr gefleckt
- N. p. pentlandii (Gray G. R., 1867), Nominatform, – Westbolivien, Nordwestargentinien und Nordchile
- N. p. patriciae Hoy, G., 1987, – Nordwestargentinien[7]
- N. p. mendozae  Banks & Bohl, 1968, – Westargentinien (Neuquén and Mendoza), wesentlich längerer Schnabel, etwas längere Flügel, Rückenfärbung grau, nicht braun
- N. p. doeringi Cabanis, 1878, – Zentralargentinien (Sierras de Córdoba in San Luis und Córdoba), Rücken mehr grau, Oberbrust kräftiger gefleckt, weniger blasse Areale auf der Unterseite

## Stimme
Der Ruf des Männchens wird als scharfes „cheeleep“ oder als plötzliches ansteigendes Pfeifen „tuEEE!“ oder „tu-tuEEE!“ beschrieben.

## Lebensweise
Die Nahrung besteht aus Pflanzensamen, Früchten und Insekten.
Die Brutzeit liegt wohl zwischen September und Februar. Das Nest befindet sich meist unter einem Busch auf dem Boden. Das Gelege besteht aus 6–15 schokoladebraunen Eiern, die vom Männchen über etwa 21 Tage ausgebrütet werden.

## Gefährdungssituation
Der Bestand gilt als „nicht gefährdet“ (least Concern).